# Xian (subdivision administrative)

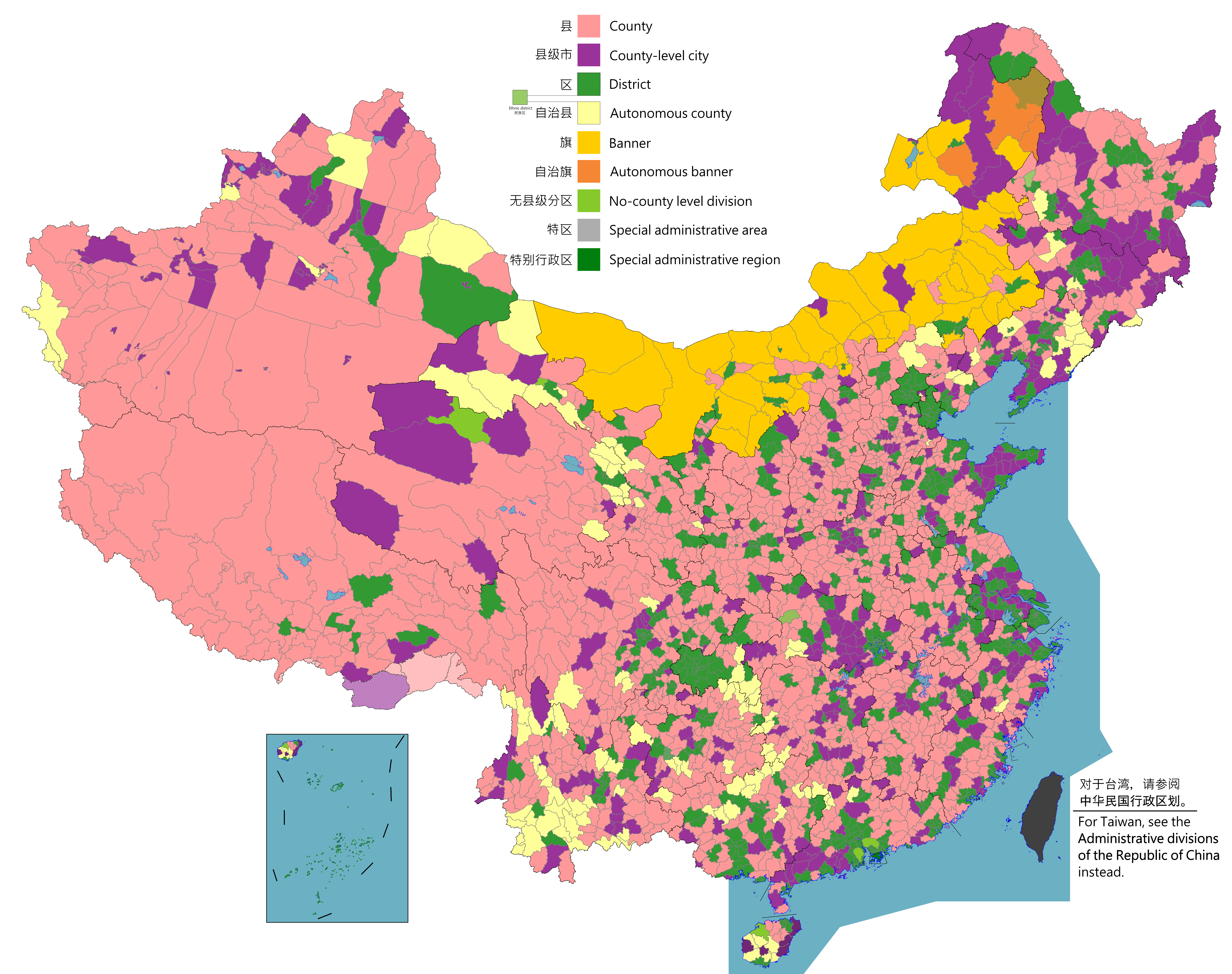

Pour les articles homonymes, voir Xian et Comté.
Le xian (chinois simplifié : 县 ; chinois traditionnel : 縣 ; pinyin : xiàn) est une subdivision administrative de la république populaire de Chine. Le terme est couramment traduit en français par district ou par comté (de l'anglais county). Le terme district désigne également un autre type de subdivision administrative de même niveau au sein de la république populaire de Chine.
Ils se situent au troisième niveau de la hiérarchie administrative, le « niveau des districts », qui contient également les xian autonomes, les villes-districts, les districts et, dans le cas de la Mongolie-Intérieure, les bannières normales et les bannières autonomes. En revanche, les xian de l’Île de Hainan, et ceux présents au sein des municipalités, correspondent au second niveau de la hiérarchie administrative. On peut comparer mutatis mutandi ces subdivisions aux arrondissements qu'on trouve dans plusieurs pays européens. En tout, il y a 1 467 xians en Chine continentale, sur un total de 2 862 subdivisions de troisième niveau.

## Histoire des xian
Les xian existent depuis la période des royaumes combattants, mais ils ne se généralisent à l'échelle du pays qu'après l'unification de la Chine par la dynastie Qin,. À partir de cette date, le nombre de xian en Chine continentale augmente un peu plus à chaque nouvelle dynastie. Lorsque Qin Shi Huang étend le système des xian à tous les royaumes qu'il a conquis, il y en a un peu moins de 1000 dans tout son empire. Sous la dynastie Han, le nombre de xian augmente une première fois et dépasse le millier. Il est difficile, voire impossible, de connaître le nombre exact durant les siècles de division de la Chine qui suivent la chute des Han, mais ce qui est sûr c'est qu'il en existe 1400 sous la dynastie Sui. Cette augmentation est en grande partie due au fait que les Sui abolissent les commanderies (郡 jùn), qui correspondaient au niveau administratif immédiatement supérieur, et transforment certaines d'entre elles en xian. Depuis cette époque, leur nombre a peu varié puisqu'il y en a 1 467 à l'heure actuelle.
Dans la Chine impériale, le xian est le niveau le plus bas de la structure bureaucratique impériale, en d’autres termes, c’est le niveau le plus bas que le gouvernement peut diriger directement. Pour tout ce qui se passait en dessous du xian, le gouvernement devait diriger et superviser en utilisant souvent des moyens informels et non bureaucratiques, qui ont varié d'une dynastie à l'autre. Ainsi, sous la dynastie Han ce sont les chefs de villages, ou de tribu, qui géraient une grande partie des affaires courantes à l'échelle locale, comme l'arbitrage des différends dans leurs communautés, la collecte des impôts et la lutte contre la criminalité. Jusqu'à la chute de l'empire, les xian étaient dirigés par un magistrat, qui supervisait les opérations quotidiennes ainsi que la justice civile et pénale.

## Xians autonomes
Les xian autonomes (自治县, zìzhìxiàn) sont une catégorie spéciale de xian de Chine continentale, réservée aux minorités ethniques. Présents dans tout le pays, ils disposent de pouvoirs législatifs plus importants que les xian ordinaires. Ils sont au nombre de 117.

## Gouvernement
Comme le Parti communiste chinois est au cœur du système politique de la Chine continentale, on trouve un comité local du PCC à chaque niveau de division administrative. Dans les xian, on trouve les comités de xian du PCC (中共县委), qui sont dirigés par un secrétaire (中共县委书记). Ce dernier est, de facto, le magistrat suprême du xian. Les diverses décisions politiques sont appliquées par les représentants locaux du Conseil des affaires de l'État de la république populaire de Chine qui sont dirigés par le gouverneur du xian (县长). Le gouverneur est souvent aussi l’un des secrétaires adjoints du Comité de xian du PCC.